# نووکاراچوو
نووکاراچوو (انگلیسی: Novokarachevo) یک شهرک در شهرستان میشکینسکی استان باشقیرستان کشور روسیه است.